# Essequibo
Essequibo (anglicky Essequibo River) je řeka v Guyaně. Je dlouhá 970 km. Povodí má rozlohu přibližně 155 000 km².

## Průběh toku

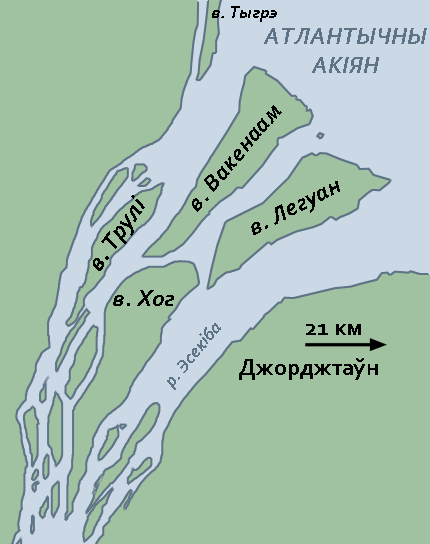
Ostrovy v deltě Essequiba – Hog, Troolie, Wakenaam a Leguan

Pramení na Guyanské vysočině blízko hranic s Brazílií. Ústí do Atlantského oceánu. Do jejího estuáru širokého až 25 km ústí i řeka Cuyuni, která pramení na území Venezuely.

### Přítoky
Většina přítoků je levostranných. Názvy přítoků jsou Rupununi, Potaro, Mazaruni, Siparuni, Kiyuwini, Konawaruk a Cuyuni.

## Vodní režim
Řeka překonává četné peřeje a vodopády. Největší vodopády se nazývají Murrays Fall, Pot Falls a Kumaka Falls. Průměrný průtok činí přibližně 3000 m³/s.

## Využití
Vodní doprava je možná v estuáru do města Bartica.

## Expedice
V roce 1908 podnikl německo-americký ichtyolog Carl H. Eigenmann výpravu podél toku Essequiba a jeho přítoku řeky Potaro a popsal zde 336 druhů ryb.